# Anemaritas
Anemaritas, anemaridas ou Banu Anemar (em árabe: أنمار; romaniz.: Anmar) são um dos principais grupos tribais dos árabes adenanitas (árabes do norte), na Arábia. Segundo os genealogistas medievais, tem seu nome do seu alegado fundador, Anemar ibne Nizar ibne Maade, um dos bisnetos de Adenã. Dentre as subtribos que os compõem estão os bájilas e catamitas.